# جوغي فقير
جوغي فقير أو فقير أو ماداريا فقير (بالسندية جوڳي فقير)، هو مجتمع مسلم يوجد في شمال الهند. وهم مسلمين متحولين من الهندوسية، وهم أحد القسمين الفرعيين لطبقة فقير في ولاية أوتار براديش.